# تاریخ زمین‌لرزه‌های ایران
تاریخ زمین‌لرزه‌های ایران کتابی از ن.ن. آمبرن نر و چ.پ. ملویل با ترجمهٔ ابوالحسن رده است که در سال ۱۳۷۰ منتشر و در مراسم کتاب سال جمهوری اسلامی ایران به‌عنوان کتاب برگزیده معرفی شد.